# 旧朴舘家住宅
旧朴舘家住宅（きゅうほおのきだてけじゅうたく）は、岩手県二戸郡一戸町小鳥谷にある歴史的建築物（民家）。

## 概要
朴舘家の由来については判然としない。主屋は文久2年（1862年）に建てられたとされる、桁行（間口）29.9メートル、梁間（奥行き）16.4メートル、総面積150坪の岩手県内最大規模の茅葺き民家である。南部藩領域内の特徴的な民家曲屋と同じく建物内に住居部分と馬屋部分を併せ持つが、曲屋とは異なり馬屋部分が突出しない長方形平面の直屋（すごや）である。1990年（平成2年）5月1日に岩手県の有形文化財に指定され、2011（平成23年）11月29日、国の重要文化財に指定された。
主屋は寄棟造、茅葺きで東を正面として建つ。下手（北側）をニワ（土間）、上手（南側）を床上部とし、全体の約4割をニワが占める。ニワの一部を壁で仕切ってマヤ（馬屋）とする。床上部は3列に部屋を並べる。ニワに接した列は「ダイドコ」と「ハシリ」、その次の列には「ジョイ」（常居）と「ナンド」と称する部屋がある。「ジョイ」は手前寄りの一部を板敷きとするほか畳敷き、「ダイドコ」「ハシリ」「ナンド」の3室は板敷きである。「ダイドコ」前面には式台を設ける。これらの上手には手前から「シタザシキ」「ナカザシキ」「オクザシキ」と称する3室続きの座敷を設ける。この建物は規模が大きい、幕末の上層農家の主屋の遺例として貴重である。
主屋の西側に建つ土蔵は、墨書から明治16年（1883年）ごろに建築されたとみられる。主屋、土蔵の2棟と土地が重要文化財に指定されている。

## アクセス
IGRいわて銀河鉄道小鳥谷駅から盛岡方面に車で5分

## 周辺
- 藤島のフジ - 国の天然記念物
- 川底一里塚 - 県指定史跡